# Galeazzo Alessi
Galeazzo Alessi (Perúgia, 1512 – Perúgia, 30 de dezembro de 1572) foi um arquiteto italiano de Perúgia, conhecido em toda a Europa por seu estilo distinto baseado em seu entusiasmo pela arquitetura antiga. Estudou desenho para arquitetura civil e militar sob a direção de Giovanni Battista Caporali.

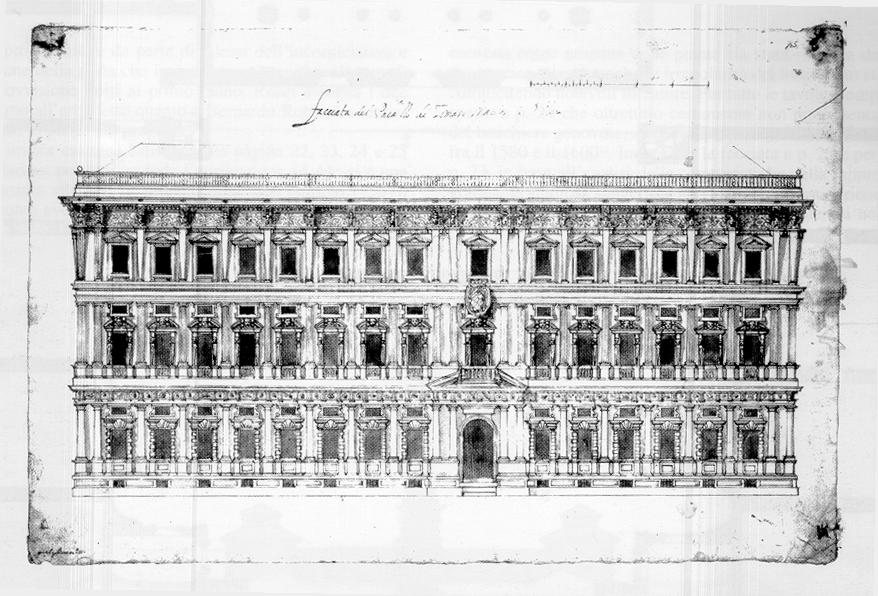
Projeto original de Alessi para a fachada do Palazzo Marino, Milão, alterado na execução

Por vários anos ele morou em Gênova. Ele esteve envolvido no desenho das ruas e na restauração das muralhas da cidade, além de ser responsável por muitos de seus impressionantes palazzi, agora parte da Lista do Patrimônio Mundial. Seu trabalho pode ser encontrado em muitas outras cidades italianas, incluindo Ferrara, Bolonha, Nápoles e Milão, onde projetou a fachada de Santa Maria presso San Celso. Com Vignola, ele projetou a Basílica de Santa Maria degli Angeliem Assis, a sétima maior igreja cristã da época. Em outras partes da Europa, ele projetou igrejas e palácios na França, Alemanha e Flandres. Ele fazia desenhos para o El Escorial na Espanha, mas a idade e a saúde o impediam de realizá-los.

## Trabalhos selecionados

### Perugia[4]
- Rocca Paolina, remodelação.
- Loggia do Oratório de S. Angelo della Pace.
- S. Maria del Popolo (Câmara de Comércio).
- Loggia para o Palazzo dei Priori, reforma.
- Convento de Santa Giuliana (S. Caterina).
- Portal da Villa del Leone.
- Porta de entrada no flanco sul do Duomo.
- Trabalha para San Pietro.

### Assis
- Basílica de Santa Maria degli Angeli.
- Tabernáculo de San Francesco (projeto original no Metropolitan Museum of Art).
- Obras na Catedral de San Rufino.

### Gênova[5]
- Villa Giustiniani-Cambiaso, Albaro.
- Basílica de S. Maria Assunta, Carignano.
- Porta del Molo (Porta Siberia), inserida nas muralhas da cidade.
- Cúpula da Catedral de São Lourenço.
- Villa delle Peschiere.
- Villa Grimaldi-Sauli em Bisagno.
- Propostas para os palácios da Strada Nuova.

### Milão
- Palazzo Marino (Município de Milão), para o genovês Tommaso Marino.
- San Barnaba.
- Auditório das Escolas Canobiane.
- Santa Maria perto de San Celso.
- San Raffaele.
- Vários projetos no Duomo di Milano, incluindo o monumento do Arcimboldi.

### Sacro Monte di Varallo (Vercelli)
- Planta da cidade.

### Roma
- Projetos não executados para a Igreja do Gesù.